# Jason Sanders
Jason Thomas Sanders (Orange, 16 novembre 1995) è un giocatore di football americano statunitense che milita nel ruolo di kicker per i Miami Dolphins della National Football League (NFL).

## Carriera professionistica
Sanders fu scelto dai Miami Dolphins nel corso del settimo giro, 229º assoluto, del Draft NFL 2018. Debuttò nel primo turno contro i Tennessee Titans segnando tutti i tre field goal tentati. Nella settimana 6 contro i Chicago Bears segnò il field goal della vittoria ai tempi supplementari. Complessivamente segnò 18 field goal su 20 e e 35 extra point su 36. Per le sue prestazioni fu inserito dalla Pro Football Writers of America nella formazione ideale dei rookie.
Nella stagione 2020 Sanders segnò 36 field goal su 39 tentativi, venendo inserito nel First-team All-Pro dall'Associated Press.

## Palmarès
- First-team All-Pro: 1

2020
- PFWA All-Rookie Team - 2018